# Callobatrachus
Genre
Espèces de rang inférieur
- † Callobatrachus sanyanensis Wang & Gao, 1999

Callobatrachus est un genre de grenouilles fossile du début du Crétacé découvert en Chine dans la formation d'Yixian (la province du Liaoning). 

## Présentation
Il a été décrit en 1999 par Yuan Wang (d) de l'Académie chinoise des sciences et Keqin Gao (d) du Musée américain d'histoire naturelle Il a été découvert dans la localité de Sihetun, située dans l'ouest de la province du Liaoning,.
Comme les grenouilles sont rarement trouvées sous forme de squelettes articulés dans les archives fossiles, la découverte de ce nouveau taxon a fourni des informations importantes sur l'évolution des anoures.
L'holotype, IVPP V11525, est connu à partir d'un squelette presque complet exposé en vue dorsale sur une dalle de schiste. La longueur totale de son corps (du museau à l'évent) est estimée à environ 94 mm. Il diffère morphologiquement à bien des égards de tous les autres discoglossidés, notamment par le nombre de vertèbres présacrées (9 au lieu des 8 habituelles) et d'autres caractères primitifs. Bien qu'il ait une mosaïque de caractères primitifs et dérivés, il peut être placé sans équivoque comme le taxon le plus basal du clade. Cela montre que le taxon a divergé tôt de la tige et évolué séparément en tant que lignée distincte au début du Crétacé en Asie de l'Est.
Le crâne est décrit comme étant court et large et est bien conservé. La région maxillaire est moins bien conservée mais on peut déterminer que chaque prémaxillaire porte 18 à 20 dents minces et coniques, et le maxillaire porte environ 40 à 50 dents pédicellées fines. La colonne vertébrale se compose de neuf vertèbres présacrées, d'une seule vertèbre sacrée et d'un urostyle libre. Trois paires de côtes ont été trouvées associées aux présacraux II-IV. Les membres postérieurs sont remarquablement bien conservés et de construction élancée, avec une longueur totale approximative de 116 mm. Ses pattes postérieures ont la formule phalangienne 2-2-3-4-3, son quatrième doigt étant le plus long avec 27 mm.
Avant sa description, Callobatrachus était nommé dans les médias chinois sous l'appellation "Sanyanlichan".
Certains auteurs ont suggéré que Callobatrachus est un synonyme de Liaobatrachus, mais cette hypothèse a été rejeté par d'autres auteurs. Bien qu'à l'origine suggéré comme étant un discoglossidé, dans une analyse phylogénétique de 2017 il s'est avéré qu'il s'agissait d'une grenouille du groupe-couronne qui en était davantage dérivée que les genres Ascaphus et Leiopelma, mais moins que les alytides et les grenouilles plus avancées.